# Palaeoscinis turdirostris
Palaeoscinis turdirostris — викопний вид горобцеподібних птахів, що існував в міоцені в Північній Америці.

## Скам'янілості
Скам'янілі рештки птаха знайдені у 1955 році у відкладеннях формації Монтерей в місті Санта-Барбара (Каліфорнія). Рештки були знайдені в морських відкладах, але анатомія вказує на те, що це була співоча птах, а не морська. Зберігся частковий відбиток скелета на двох шматках каменю, що містив череп, окремі кістки крил та кінцівок, тазові кістки. Більший шматок мав розмір приблизно 48 х 30 см і був товщиною 19 см. Другий, менший шматок мав неоднорідну поверхню і розміри близько 37x19 см і товщину близько 3 см. Основна частина скелета знаходилася першому шматку каменю або відбита на ньому.

## Опис
Вид схожий на сучасних дроздів. Дзьоб довгий і стрункий. Ноги порівняно короткі. Крила могли бути відносно короткими, хоча, можливо, вони не були повністю збережені. Стопа типова для співочих птахів, з вивернутим назад 1-м пальцем і трьома, спрямованими вперед, серед яких найдовший середній, а 2-й найкоротший, при цьому 1-й і 4-й пальці приблизно рівні по довжині. Три кігті, спрямовані вперед, короткі, але кіготь зворотного 1-го пальця ноги довгий, приблизно 70 % довжини фаланги пальця.

## Класифікація
Palaeoscinis віднесли до окремої родини через поєднання скелетних характеристик (переважно грудини, плеча та плечової кістки) та пропорцій кісток, не схожих на жодне сучасну чи викопну родину співочих птахів. Його пов'язували з Pycnonotidae, Bombycillidae, Corvidae або Cinclidae. НАймовірніше, вид найближчий до Pycnonotidae, виходячи з його пропорцій, хоча цей зв'язок не є певним.